# Eschrichtioides
Eschrichtioides — вимерлий рід вусатих китів, відомий з раннього пліоцену Північної Італії. Його типовий вид, E. gastaldii, мав складну таксономічну історію, починаючи як цетотерієві, потім як вимерлий представник Balaenoptera, а потім був остаточно визнаний родичем сірого кита.

## Розповсюдження
Eschrichtioides — один із двох родичів Eschrichtius, відомих з неогену Італії, інший — Archaeschrichtius. Його голотип, MRSN 13802, походить із формації Саббі д'Асті раннього пліоцену в регіоні П'ємонт в Італії.